# Niesslia exilis
Niesslia exilis är en lavart som först beskrevs av Alb. & Schwein., och fick sitt nu gällande namn av Georg Winter 1887. Niesslia exilis ingår i släktet Niesslia och familjen Niessliaceae.  Arten är reproducerande i Sverige. Inga underarter finns listade i Catalogue of Life.